# Пржићи
Пржићи су насељено мјесто у општини Вареш, Босна и Херцеговина.

## Становништво
|             | 2013.       | 1991.        |
| Укупно      | 62 (100,0%) | 149 (100,0%) |
| Хрвати      | 62 (100,0%) | 141 (94,63%) |
| Југословени | –           | 5 (3,356%)   |
| Остали      | –           | 2 (1,342%)   |
| Срби        | –           | 1 (0,671%)   |
| Бошњаци     | –           | 0 (0,000%)1  |

1. 1 На пописима од 1971. до 1991. Бошњаци су пописивани углавном као Муслимани.